# Rosljakovo
Rosljakovo è una cittadina della Russia europea settentrionale, situata nella oblast' di Murmansk. È dipendente amministrativamente dal distretto urbano della città di Severomorsk.
Sorge nella parte settentrionale della oblast', sulle sponde della baia di Kola, pochi chilometri a nordest di Murmansk.